# WITS Academy
W.I.T.s  Academy é uma telenovela infanto-juvenil original do canal de televisão  Nickelodeon que estreou em 5 de outubro de 2015, nos Estados Unidos. É um spin-off de  Every Witch Way. A primeira temporada tem 20 episódios. A novela terminou de modo que dá a impressão de ter uma continuação.

## Sinopse
O sonho de Andi de se tornar uma guardiã tornou- se realidade, ela vai treinar e estudar na Wits academy, a mais estimada escola do reino mágico de bruxas e magos em formação.A pedido da "escolhida" Andi é aceita na academia, ela tem que trabalhar duro para provar que pode ser a primeira guardiã humana.Ela é responsável por pegar os mais díficeis magos e bruxas em treinamento para o dia da formatura, como um deles sendo, Jessie, a irmã mais nova de Jax.Andi já chega na academia, e arranja uma rival Ruby, que logo no começo não se dar bem com ela.Mais os problemas começam a aparecer depois que Andi e Agamemnon notam que as folhas da árvore dyad começam a cair.

## Personagens
- Andi Cruz (Daniela Nieves)
- Jessie Novoa (Julia Antonelli)
- Agamemnon (Todd Allen Dukin)
- Kim Sanders (Jazzy Williams)
- Ruby Webber (Kenedy Slocum)
- Ethan Prescott (Timothy Colombos)
- Samantha(Bianca Matthews)
- Ben Davis(Jailen Bates)
- Luke Archer(Ryan Cargill)
- Sean De Soto(Andrew Ortega)
- Gracie Walker(Lidya Jewett)
- Cameron Masters(Tyler Perez)
- Emily Prescott (Meg Crosbie)

### Participação especial
- Emma Alonso Paola Andino, A melhor amiga de Andi é a "escolhida' ,a bruxa mais poderosa do reino, e nesse ano ela vai precisa de uma mãozinha da sua melhor amiga.

## Episódios
| #    | Título                                             | Dirigido por   | Escrito por                 | Exibição Original     | Exibição em Português                  | Código de produção | Audiência (em milhões) |
| ---- | -------------------------------------------------- | -------------- | --------------------------- | --------------------- | -------------------------------------- | ------------------ | ---------------------- |
| 1    | "A Nova Guardiã" "The New Guard"                   | Arturo Manuitt | Johnny Hartmann             | 5 de outubro de 2015  | 15 de fevereiro de 2016                | 101                | 1.22                   |
| 2    | "A Má Sorte" "The Jinx"                            | Arturo Manuitt | Zach Luna                   | 6 de outubro de 2015  | 16 de fevereiro de 2016                | 102                | 1.37                   |
| 3    | "A Raíz de Todo o Mau" "The Root of All Evil"      | Arturo Manuitt | Johnny Hartmann             | 7 de outubro de 2015  | 17 de fevereiro de 2016                | 103                | 1.32                   |
| 4    | "Esconde Esconde com o Hex" "Hide and Go Hex"      | Arturo Manuitt | Zach Luna                   | 8 de outubro de 2015  | 18 de fevereiro de 2016                | 104                | 1.25                   |
| 5    | "Feitiço Troca Troca" "Switcherooed"               | Arturo Manuitt | Johnny Hartmann             | 9 de outubro de 2015  | 19 de fevereiro de 2016                | 105                | 1.39                   |
| 6    | "Na Potência Máxima" "Power Trip"                  | Arturo Manuitt | Zach Luna                   | 13 de outubro de 2015 | 22 de fevereiro de 2016                | 106                | 1.29                   |
| 7    | "Parceiros" "Sparring Partners"                    | Arturo Manuitt | Johnny Hartmann             | 14 de outubro de 2015 | 23 de fevereiro de 2016                | 107                | 1.29                   |
| 8    | "Sem Dor, Sem Recompensa" "No Pain, No Gain"       | Arturo Manuitt | Zach Luna                   | 15 de outubro de 2015 | 24 de fevereiro de 2016                | 108                | 1.24                   |
| 9    | "Linha de Chegada" "Finish Line"                   | Arturo Manuitt | Johnny Hartmann             | 16 de outubro de 2015 | 25 de fevereiro de 2016                | 109                | 1.24                   |
| 10   | "Quem é meu Wit?" "Who's My WIT"                   | Arturo Manuitt | Zach Luna                   | 19 de outubro de 2015 | 26 de fevereiro de 2016                | 110                | 1.09                   |
| 11   | "Caça á Bruxa" "Witch Hunt"                        | Arturo Manuitt | Johnny Hartmann             | 20 de outubro de 2015 | 29 de fevereiro de 2016                | 111                | 1.16                   |
| 12   | "A Ruby Bizarra" "Bizarro Ruby"                    | Arturo Manuitt | Zach Luna                   | 21 de outubro de 2015 | 1 de março de 2016                     | 112                | 1.21                   |
| 13   | "O Segredo Mais Obscuro Dela" "Her Darkest Secret" | Arturo Manuitt | Johnny Hartmann             | 22 de outubro de 2015 | 2 de março de 2016                     | 113                | 1.32                   |
| 14   | "Minha Amiga de Orlando" "My Buddy from Orlando"   | Arturo Manuitt | Zach Luna                   | 23 de outubro de 2015 | 3 de março de 2016                     | 114                | 1.18                   |
| 15   | "A Andi Esquisita" "Wonky Andi"                    | Arturo Manuitt | Johnny Hartmann             | 26 de outubro de 2015 | 4 de março de 2016                     | 115                | 1.18                   |
| 16   | "A Garrafa da Bruxa" "The Witch's Bottle"          | Arturo Manuitt | Zach Luna                   | 27 de outubro de 2015 | 7 de março de 2016                     | 116                | 1.24                   |
| 17   | "No Processo" "On Trial"                           | Arturo Manuitt | Johnny Hartmann             | 28 de outubro de 2015 | 8 de março de 2016                     | 117                | 1.35                   |
| 18   | "Regras do Cameron" "Cameron Rules"                | Arturo Manuitt | Zach Luna                   | 29 de outubro de 2015 | 9 de março de 2016                     | 118                | 1.25                   |
| 1920 | "Isto Deve ser Magia" "It Must Be Magic"           | Arturo Manuitt | Johnny Hartmann e Zach Luna | 30 de outubro de 2015 | 10 de março de 201611 de março de 2016 | 119120             | 1.20                   |